# Џејк Пол
Џејк Џозеф Пол (енгл. Jake Joseph Paul; Кливленд, 17. јануар 1997) амерички је јутјубер, глумац и боксер. Каријеру је започео у септембру 2013. преко друштвене мреже Vine, након чега се у мају 2014. придружио платформи YouTube. Глумио је Дирка Мартина у серији Чудакиње (2016—2018). У августу 2018. започео је боксерску каријеру.

## Биографија
Рођен је 17. јануара 1997. у Кливленду. Одрастао је у Вестлејку уз старијег брата Логана. Снимање су започели када је Џејк имао десет година. Одрастао је у хришћанској породици која је редовно одлазила у цркву.

## Дискографија
Мини-албуми
- (2017)

## Дела
- Пол, Џејк. ''You Gotta Want It,  978-1501139475, Gallery Books 2016. (мемоари)[6]